# Studia Anthroponymica Scandinavica
Studia Anthroponymica Scandinavica var en årligen utkommande nordisk tidskrift för personnamnsforskning, grundad 1983 av Thorsten Andersson och Lena Peterson. Det sista numret (35) utkom 2020 och följde på nummer 34 för år 2016. 
Tidskriften stöddes ekonomiskt av "Nordiska publiceringsnämnden för humanistiska och samhällsvetenskapliga tidskrifter" och utgavs från 2009 av Kungliga Gustav Adolfs Akademien för svensk folkkultur. Under åren 2001–2010 var Eva Brylla och Lena Peterson huvudredaktörer, därefter 2011–2014 Eva Brylla och Katharina Leibring, från 2014 tillsammans med Lennart Ryman. Från 2015 redigerades tidskriften av Katharina Leibring och Lennart Ryman. 
Studia Anthroponymica Scandinavica var ett vetenskapligt forum för bidrag inom personnamnsforskningens skilda fält. Den presenterade etymologiska, grammatiska, semantiska, historiska, sociologiska och stilistiska studier över personnamn, liksom artiklar över metodologiska och terminologiska frågor och namnvårds- och namnlagsfrågor. Den hade en nordisk linje och belyste personnamn i alla de nordiska länderna liksom deras spridning och öden utanför Norden, i såväl modern som gammal tid. Linjen innebar att alla, även de icke-nordiska, inhemska språken i Norden beaktades.